# Erich Roehrbein
Erich Roehrbein (* 10. Januar 1892 in Köln; † 18. Dezember 1964 in Bonn) war ein deutscher Jurist.

## Leben
Er studierte Rechtswissenschaft und der Volkswirtschaftslehre (Promotion am 26. März 1920 bei Leopold von Wiese und Max Scheler). Er war als Richter, später im Preußischen Justizministerium und im Reichsjustizministerium tätig. Im Jahre 1931 erhielt er, zu der Zeit als Richter am Oberlandesgericht Köln tätig, einen Lehrauftrag an der Universität zu Köln für Bürgerliches, Handels- und Versicherungsrecht. Er trat der NSDAP und der SA bei. Im Jahre 1942 wurde er zum Honorarprofessor der Universität zu Köln mit dem besonderen Fachgebiet für Individual- und Sozialversicherungsrecht und im Übrigen für Bürgerliches Recht ernannt. 1954 wurde er zum ersten Präsidenten des Landessozialgerichts Nordrhein-Westfalen ernannt und amtierte bis 1959. Er war Träger des Großen Bundesverdienstkreuzes.
Roehrbein wohnte zuletzt in Bad Honnef und wurde auf dem dortigen Neuen Friedhof beigesetzt.

## Schriften (Auswahl)
- Soziologie und Geschichtsphilosophie. 1920, OCLC 73014856.
- Das italienische Pressrecht. Berlin 1930, OCLC 252690196.
- Die italienische Dienstordnung für Sicherungs- und Strafanstalten vom 18. Juni 1931. Heidelberg 1933, OCLC 46231106.
- mit Walter Rohrbeck und Carl Meyrich: Zum Problem der Realisierbarkeit der Vorschläge der Rothenfelser Denkschrift über „Die Neuordnung der sozialen Leistungen“. Kritische Stellungnahme. Berlin 1955, OCLC 1013333128.